# Észt konyhaművészet
Az észt konyhaművészet alapvetően főleg a hús, a burgonya, valamint a halak fogyasztására épült a tengerparti és tóvidéki területeken, de napjainkra már egyéb országok konyhaművészetének erőteljesebb hatásai miatt számtalan nemzetközi ételt, illetve fogást tartalmaz, legfőképpen a környező, szomszédos országok konyháinak elemeiből. A skandináv konyha, a német konyha, az orosz konyha, valamint a lett és a litván konyhaművészet hatása a legszembetűnőbb. A legáltalánosabb ételek Észtországban a rozskenyér, a disznóhús, valamint a burgonya és a tejtermékek. Az észt étkezési szokások nagy mértékben kötődnek az évszakok változásaihoz. Alkoholfogyasztás terén az észt emberek a sört, illetve a vodkát részesítik előnyben. 

## Hidegtálak

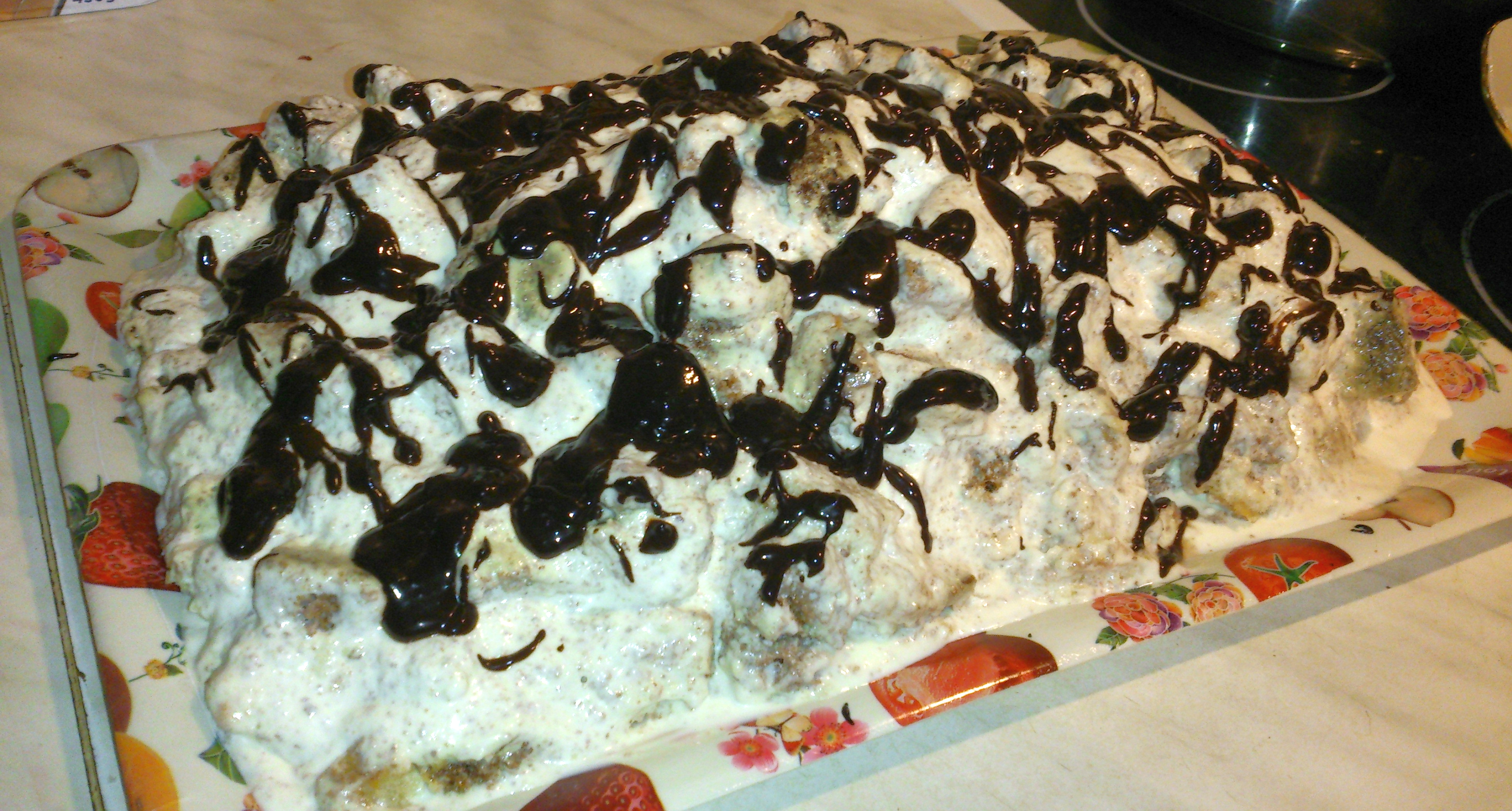
Kräsupeakook torta

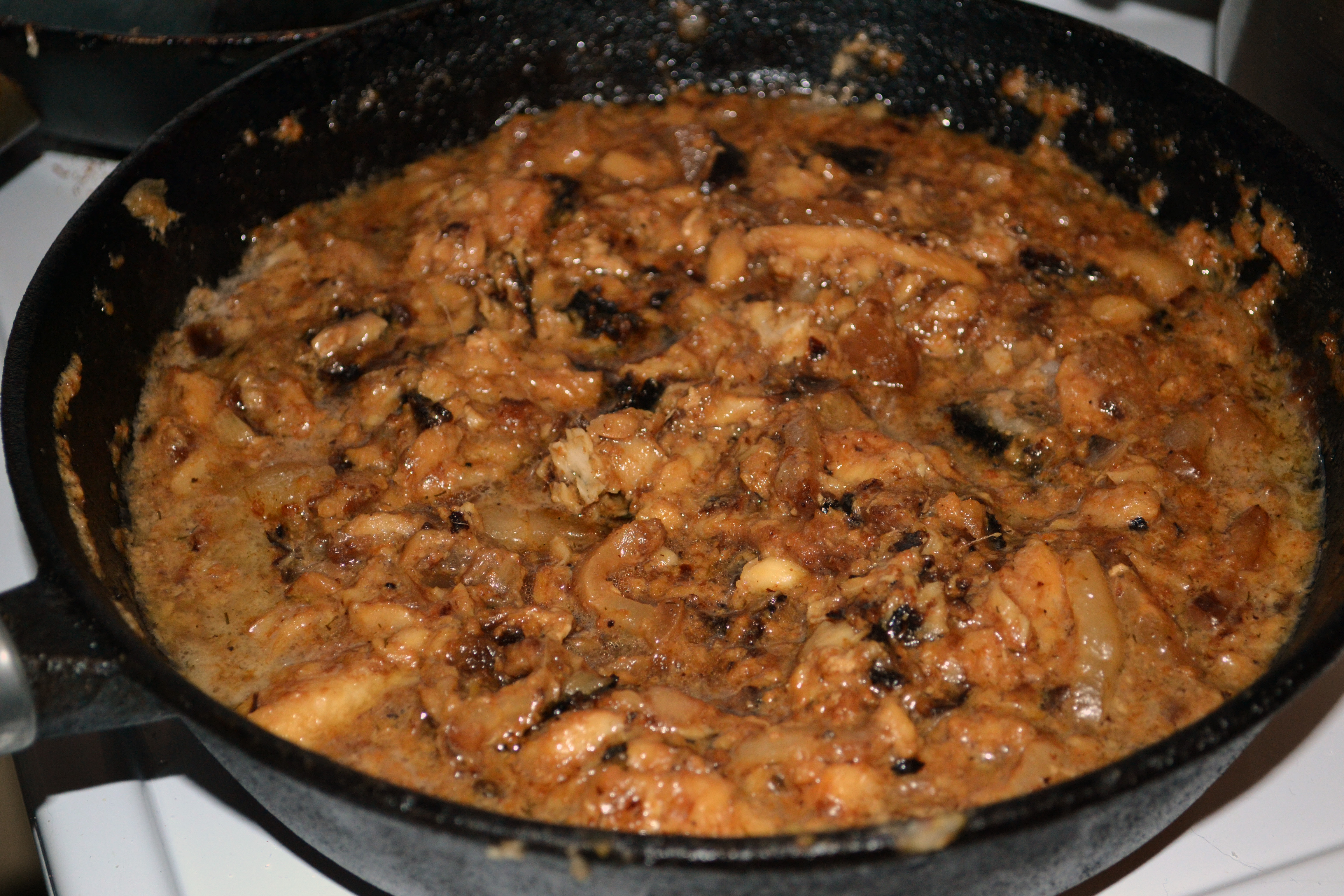
Balti hering, mártással

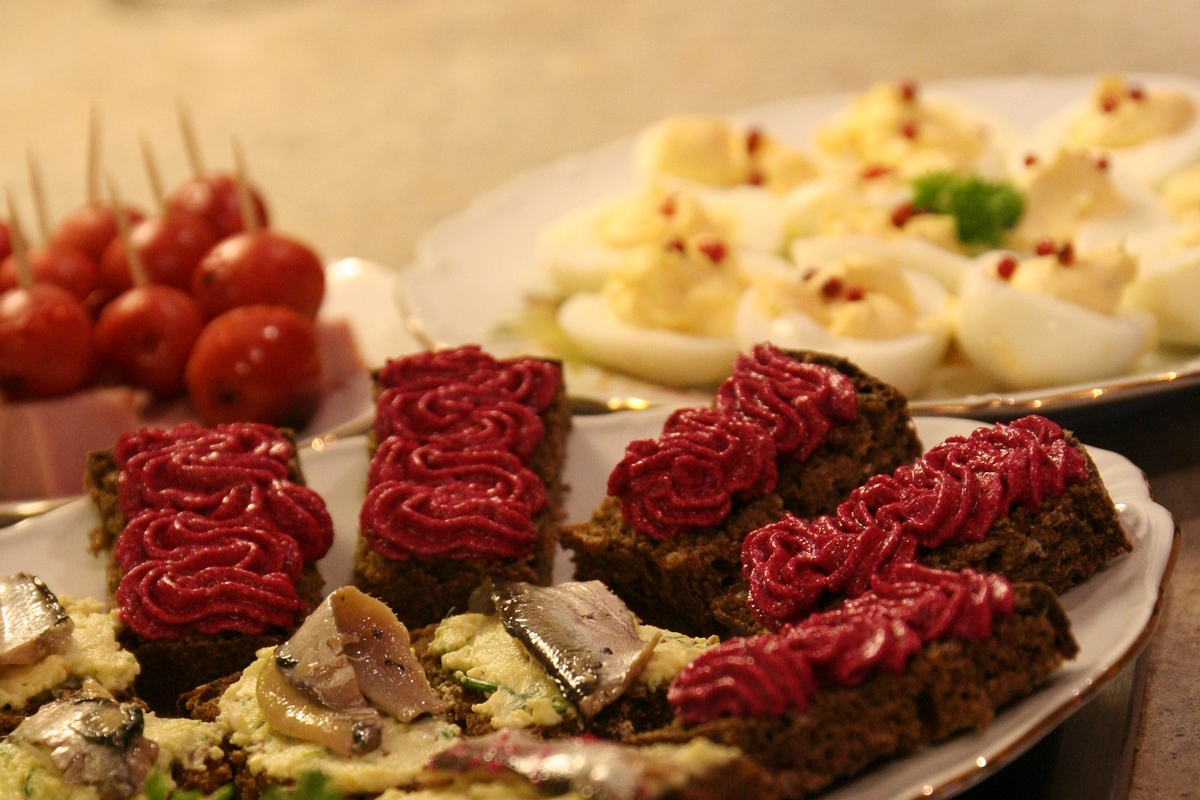
Ünnepi nemzeti ételek Tartuban 2013. február 24-én

A hagyományos észt konyha a hidegtálakon alapult, melyek legfőképpen többféle húsételt, kolbászokat tartalmaztak, melyekhez köretként krumplisalátát, az úgy nevezett rosoljét tálalják, ami jellegzetes észt étel, hasonlóan a svéd sillsalladhoz. E saláta céklából, krumpliból és heringből áll. Kisebb méretű pékáruikat pirukas néven nevezik, ami a pirog egyik változata, mely hússal, káposztával, répával, rizzsel vagy ezek keverékével van töltve, amihez egy bouillon elnevezésű levest szolgálnak fel. A heringek az egyik leggyakrabban használt halfélék az észt konyhán belül. A füstölt, vagy sózott angolnát, rákokat, importált rákféléket, garnélarákokat egyenesen ínyencfalatoknak tartják. 
A hering az észt konyhaművészet egyik nemzeti eledele, a sprotni, lepényhal, sügér és sander mellett.

## Levesek

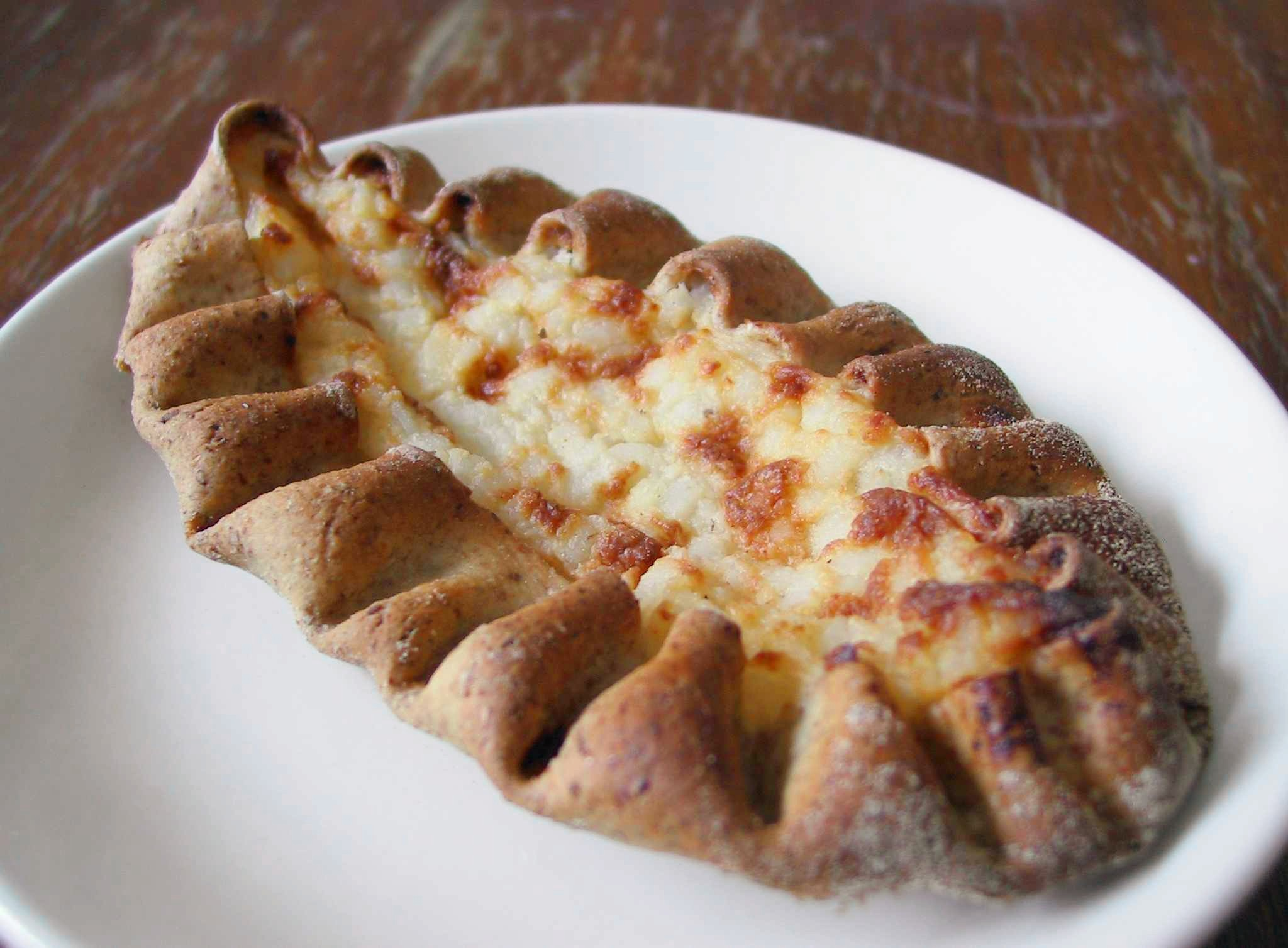
Karéliai tészta, észt nevén Karjala pirukas

Levesek nem mindig előzik meg a főfogásokat, de azért viszonylag gyakran felszolgálnak ilyeneket, melyek közül a legáltalánosabb a tyúkhúsleves, melybe az aprólékokon kívül zöldségeket is belefőznek. Leveseiket gyakran megbolondítják némi tejföllel, tejjel, vagy joghurttal. A leivasupp egy édes leves, amely fekete kenyér és alma felhasználásával készül, melyet általában tejföllel, vagy tejszínnel tálalnak és fahéjjal, valamint cukorral fűszereznek.

## Főételek
Az észtek majd minden főételükhöz rozskenyeret fogyasztanak. Éppen ezért náluk nem a hagyományos Jó étvágyat! hangzik el az asztalnál, hanem a Jätku leiba!, ami azt jelenti: Ameddig a kenyered tart!. 

## Desszertek
Hagyományos desszertnek számít az országban a kohuke (túró rudi), a kama, valamint a kiszel, a mannavaht, a kohupiimakreem (krémtúró), valamint a kompott (kompót). A skandináv konyhából származó, eredetileg norvég perecféle kelt tésztából, esetenként kardamommal ízesítve, a kringle (észtül: kringel) szintén kedvelt utóétel.

## Italok
A kali, ami az orosz kvaszhoz hasonló ital, újra népszerűvé kezd válni. Számos helyi sörfajtát lehet vásárolni. Bár nem olyan népszerű, mint a sör, azért sokféle bort is lehet vásárolni az országban. Vana Tallinn nevű gyógynövényekből készült likőrük szintén kedvelt ital. Az ország két legrégebbi sörfőzdéje az A. Le Coq (1807), valamint a Saku sörgyár 1820. 
Tejtermékeik közt találhatók kefirek (észtül: hapupiim, illetve pett), tejük a piim.

## Képek

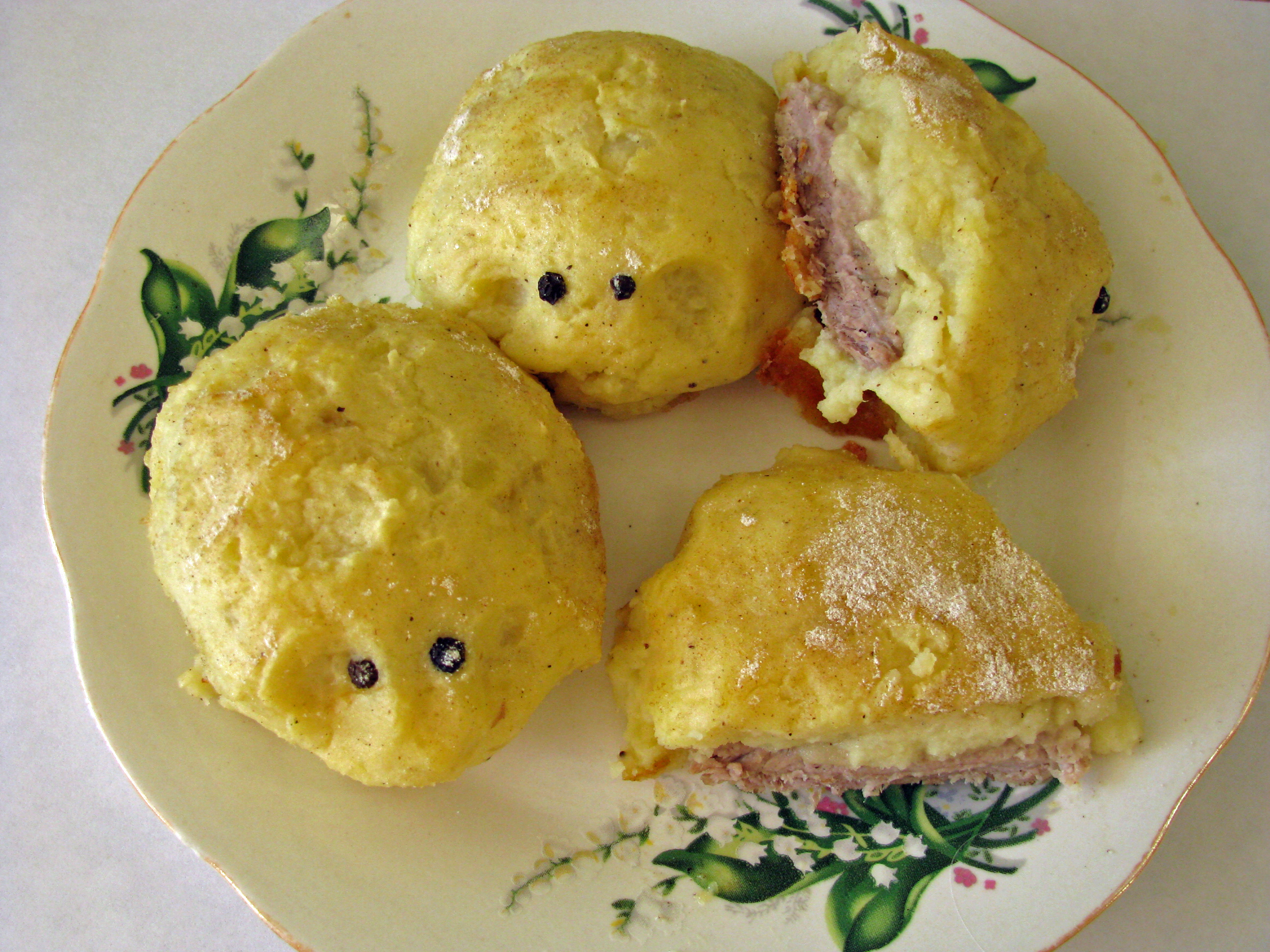
Sertéshús szeletek burgonyabundában
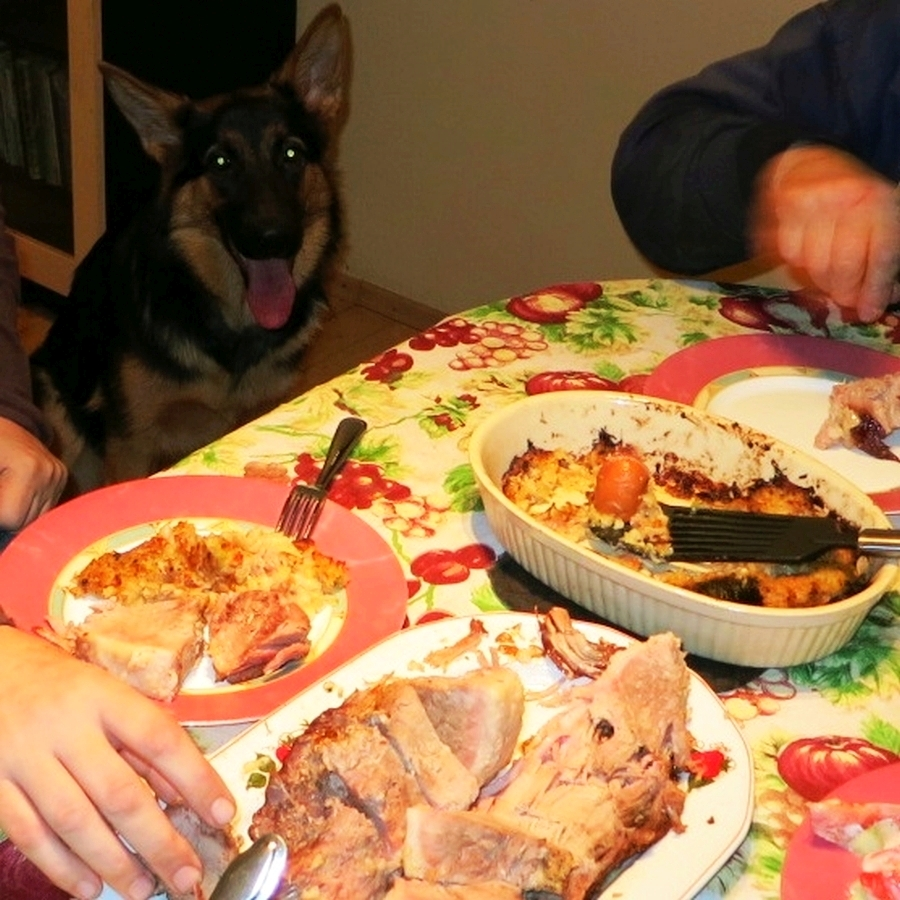
Újévi ételek Észtországban - sok hússal
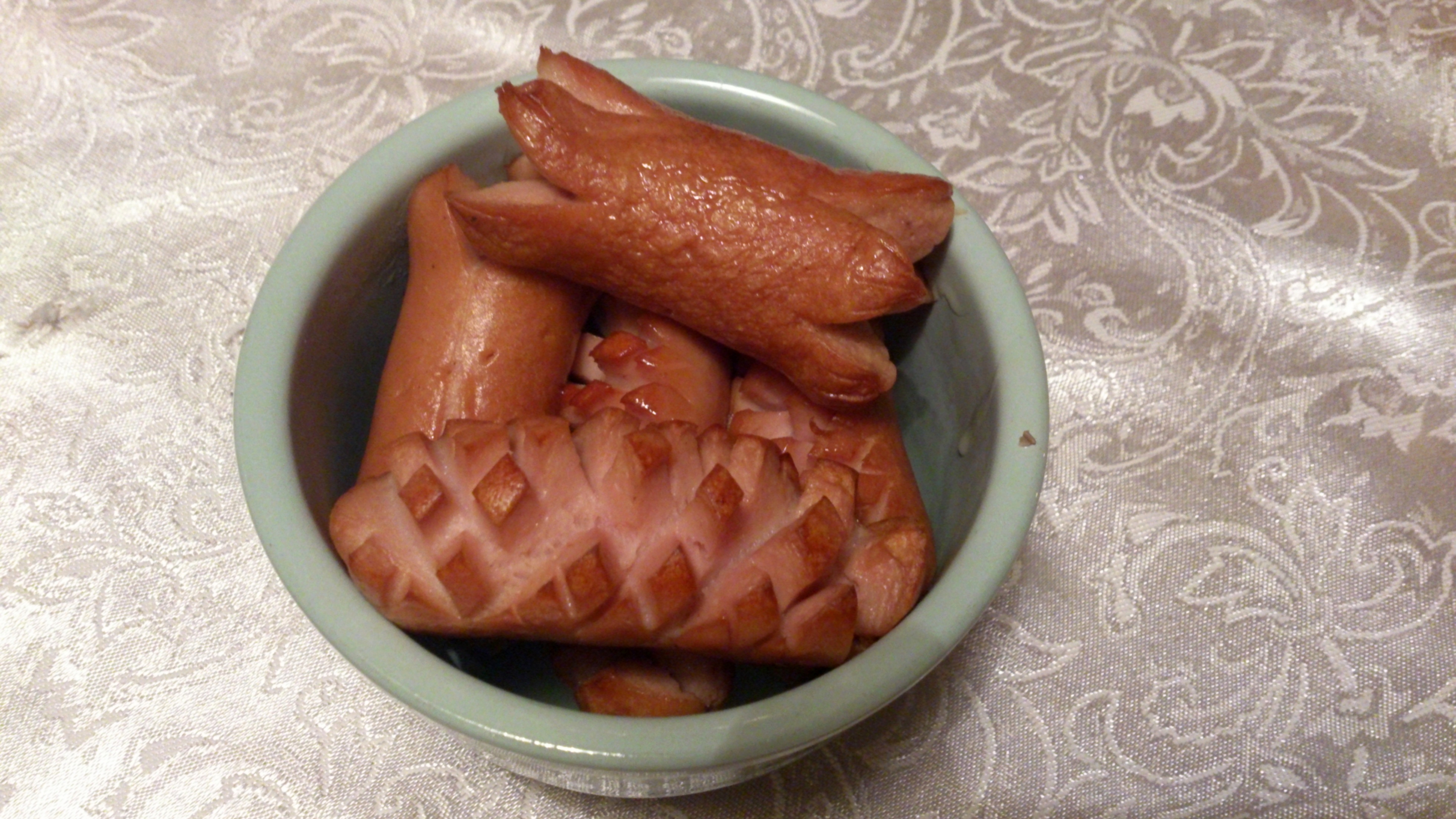
Sült kolbász
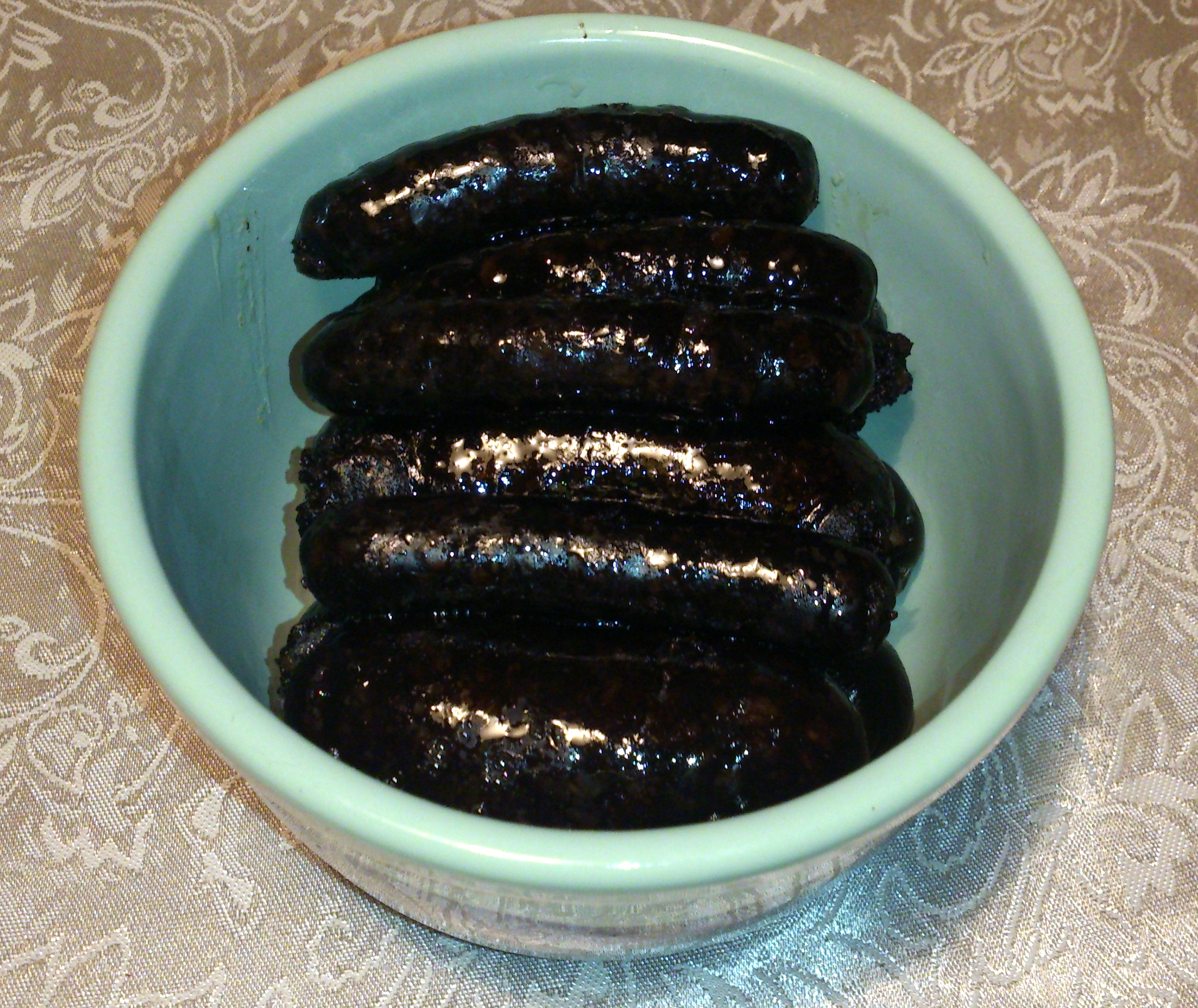
Véres hurka
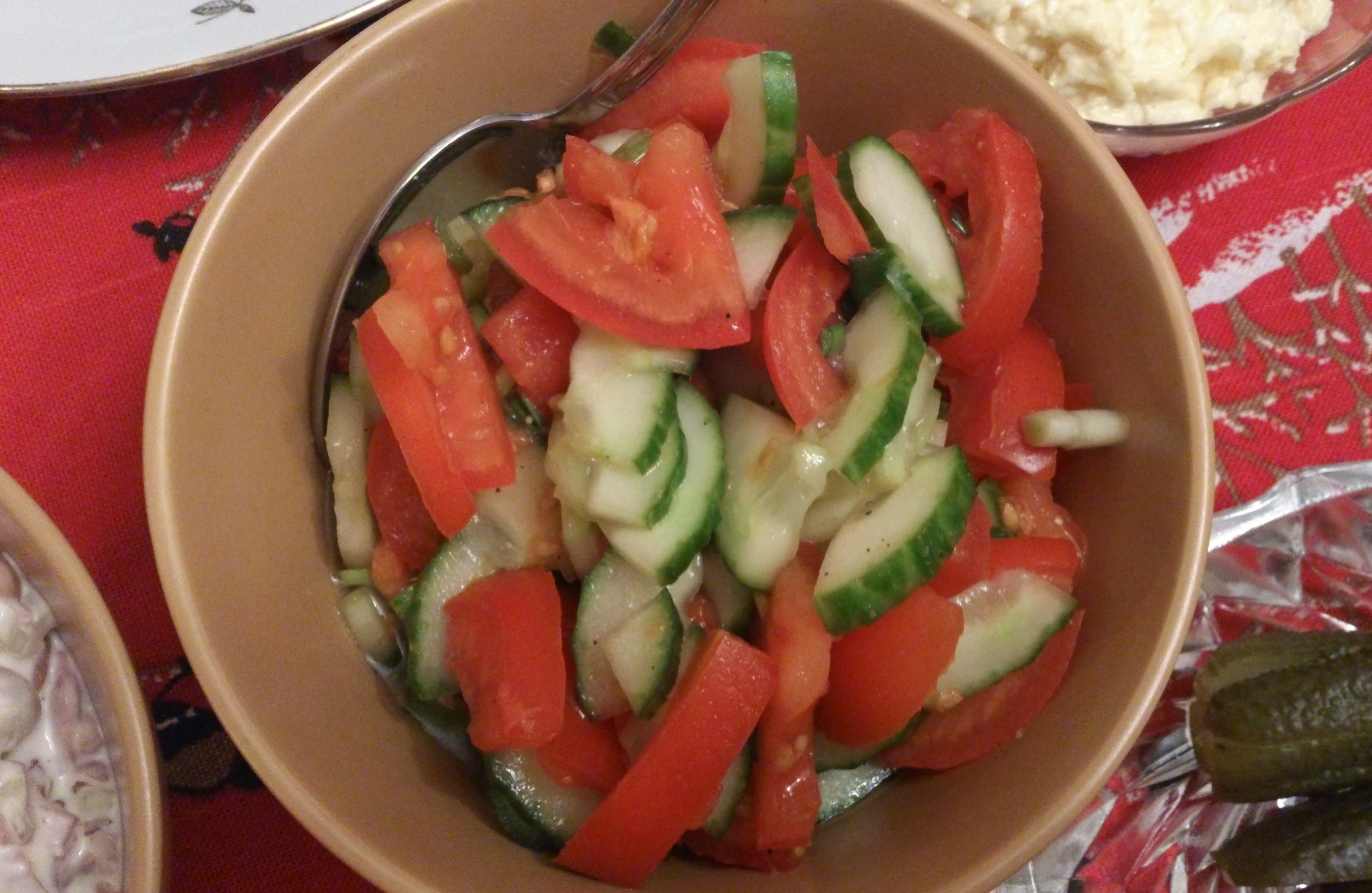
Paradicsomos uborkasaláta
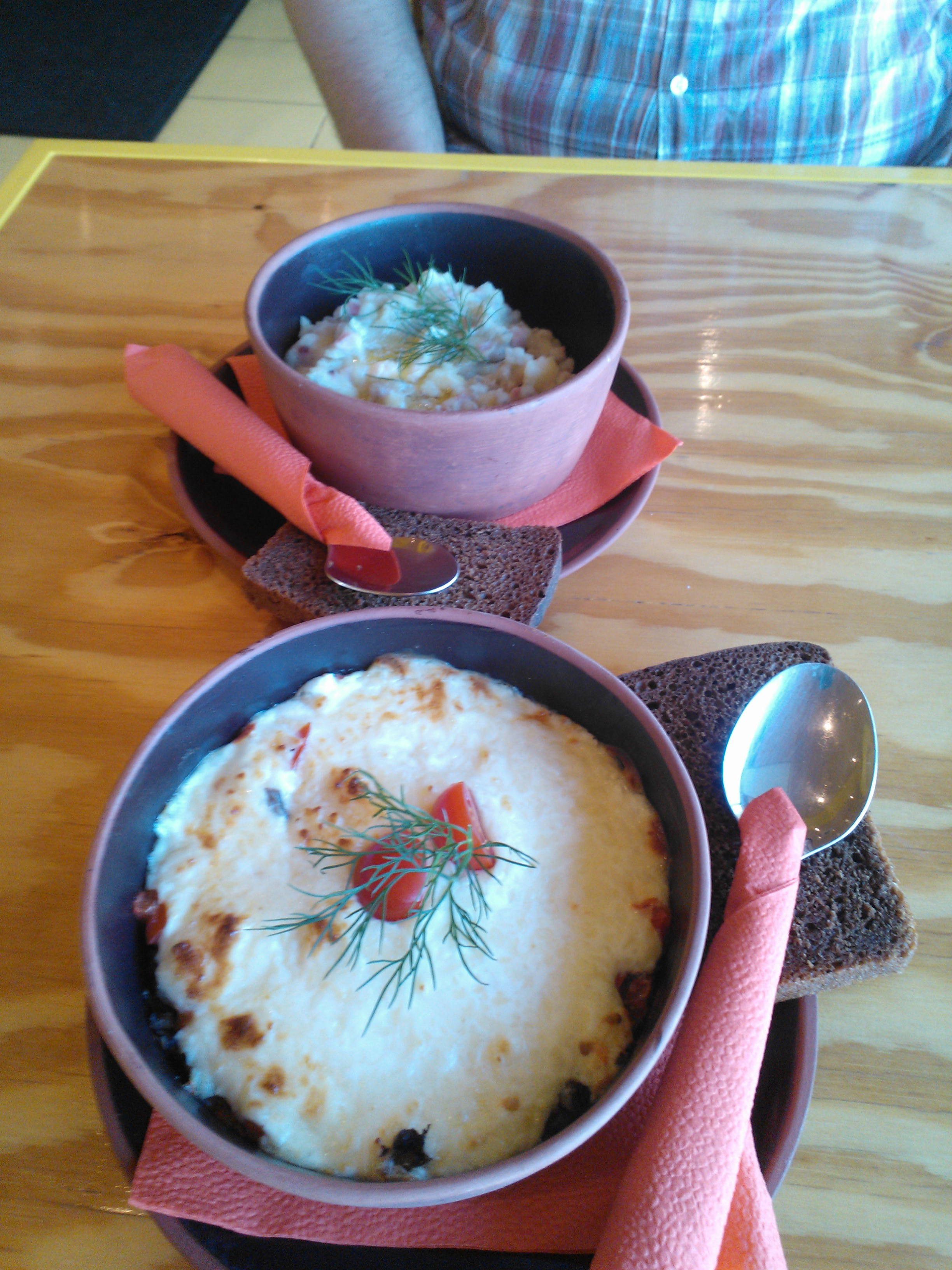
Észt étel
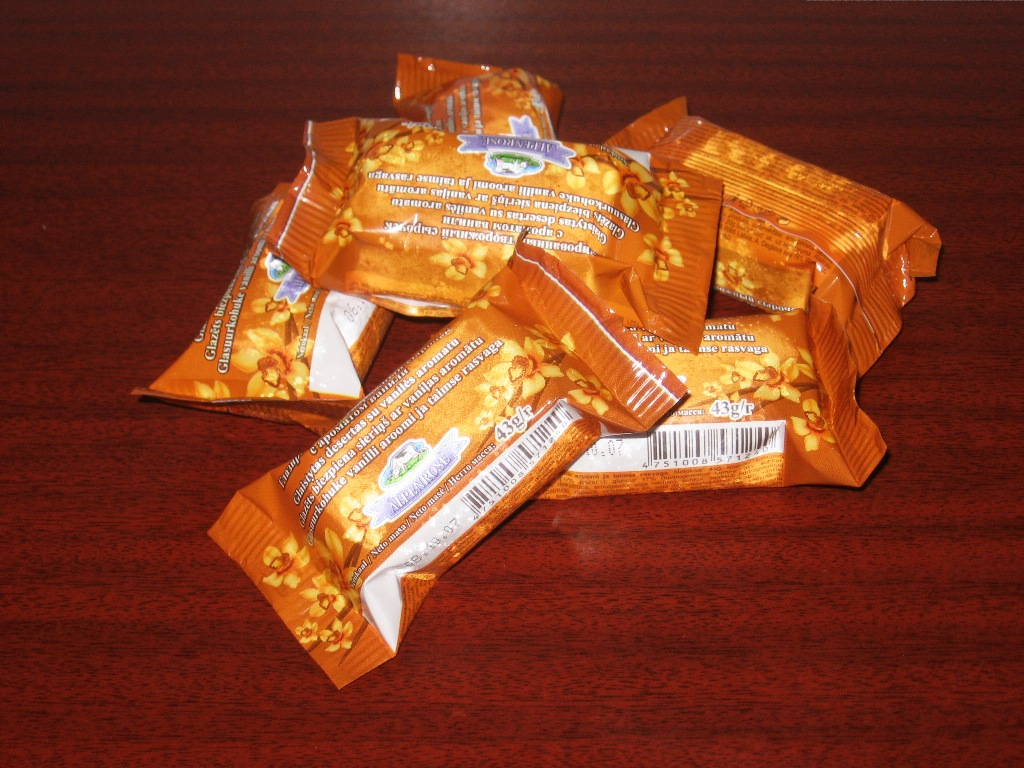
Alpenrose márkájú észt Túró Rudi
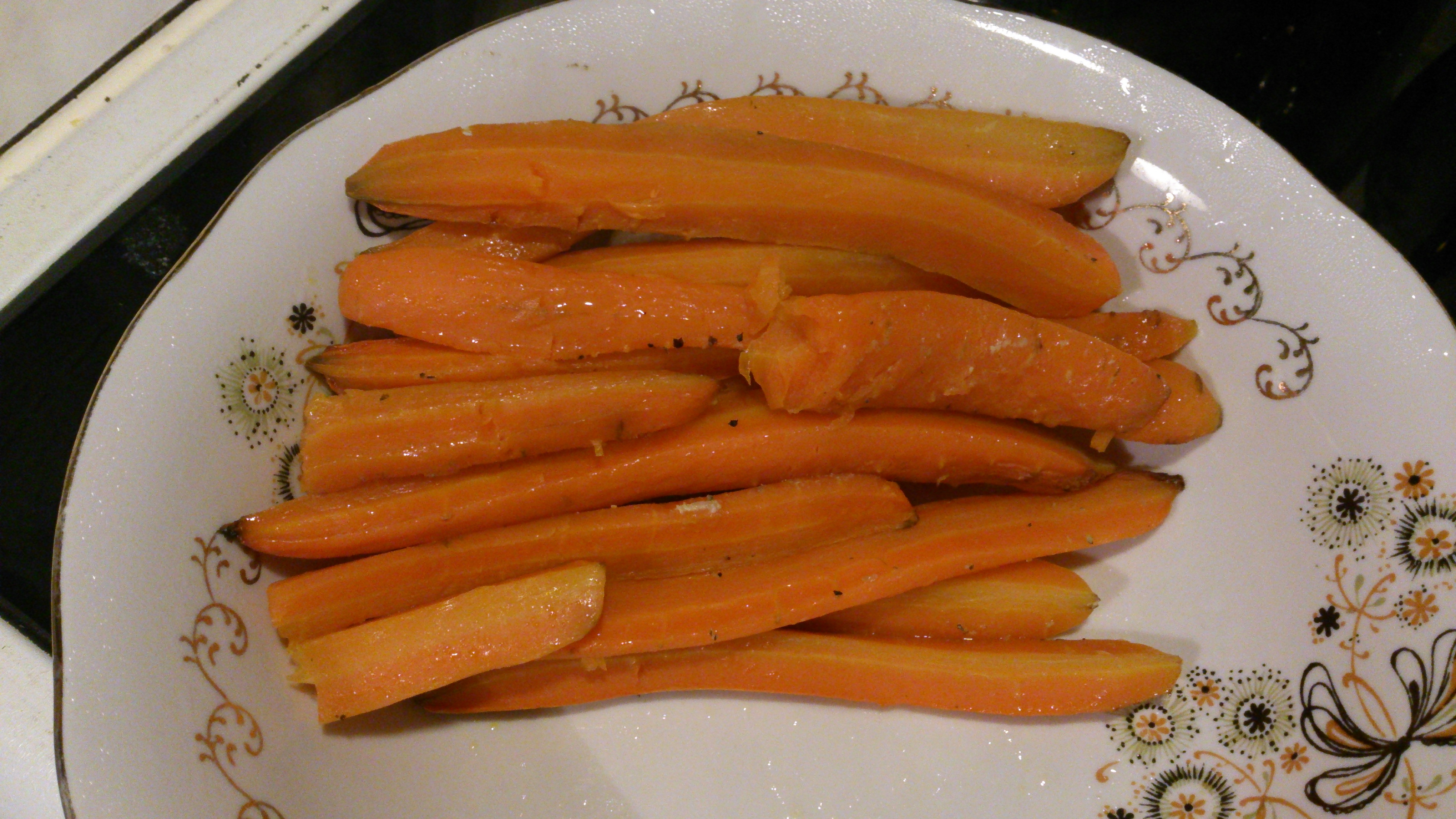
Sütött-párolt sárgarépa
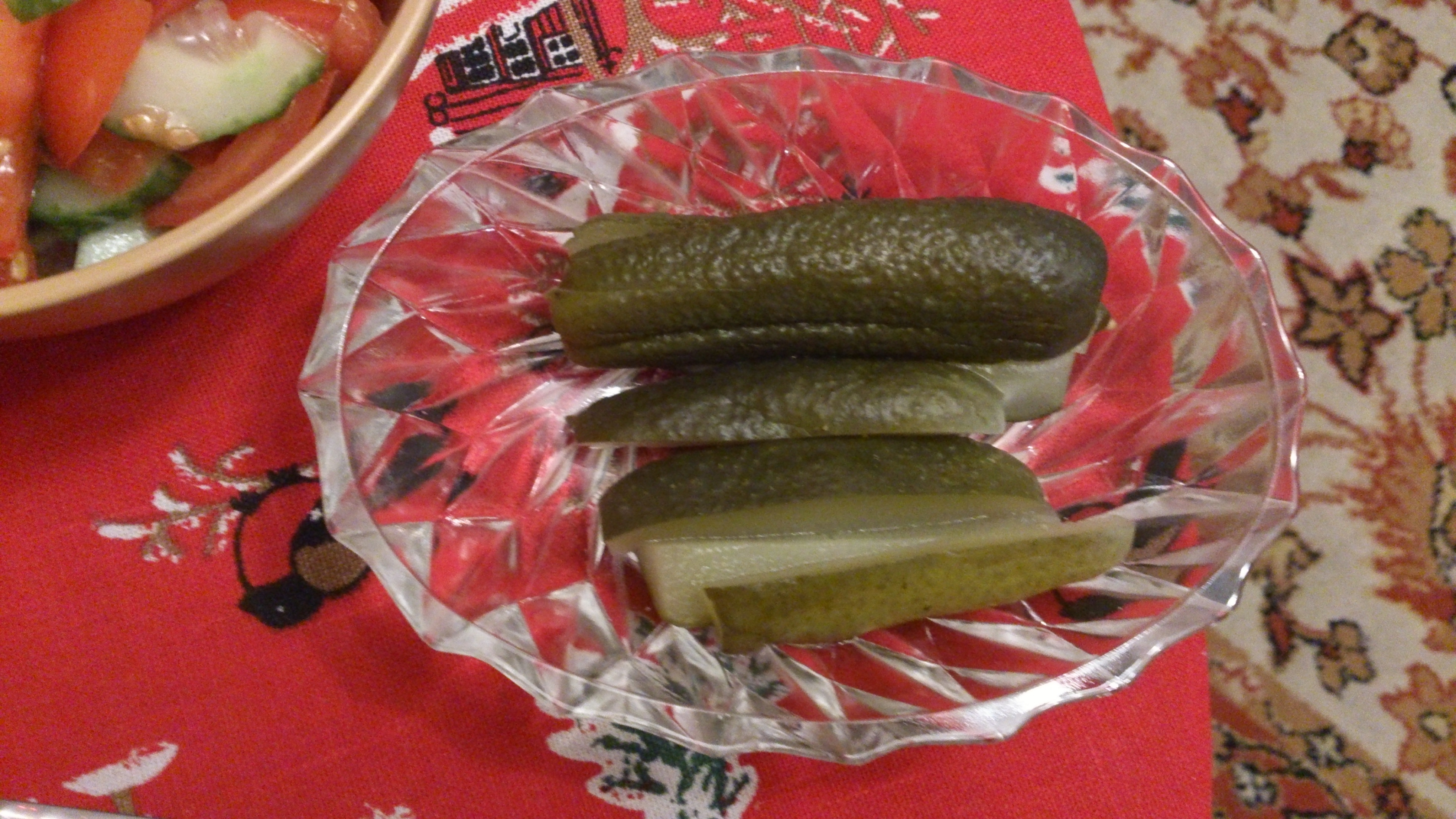
Kovászos uborka
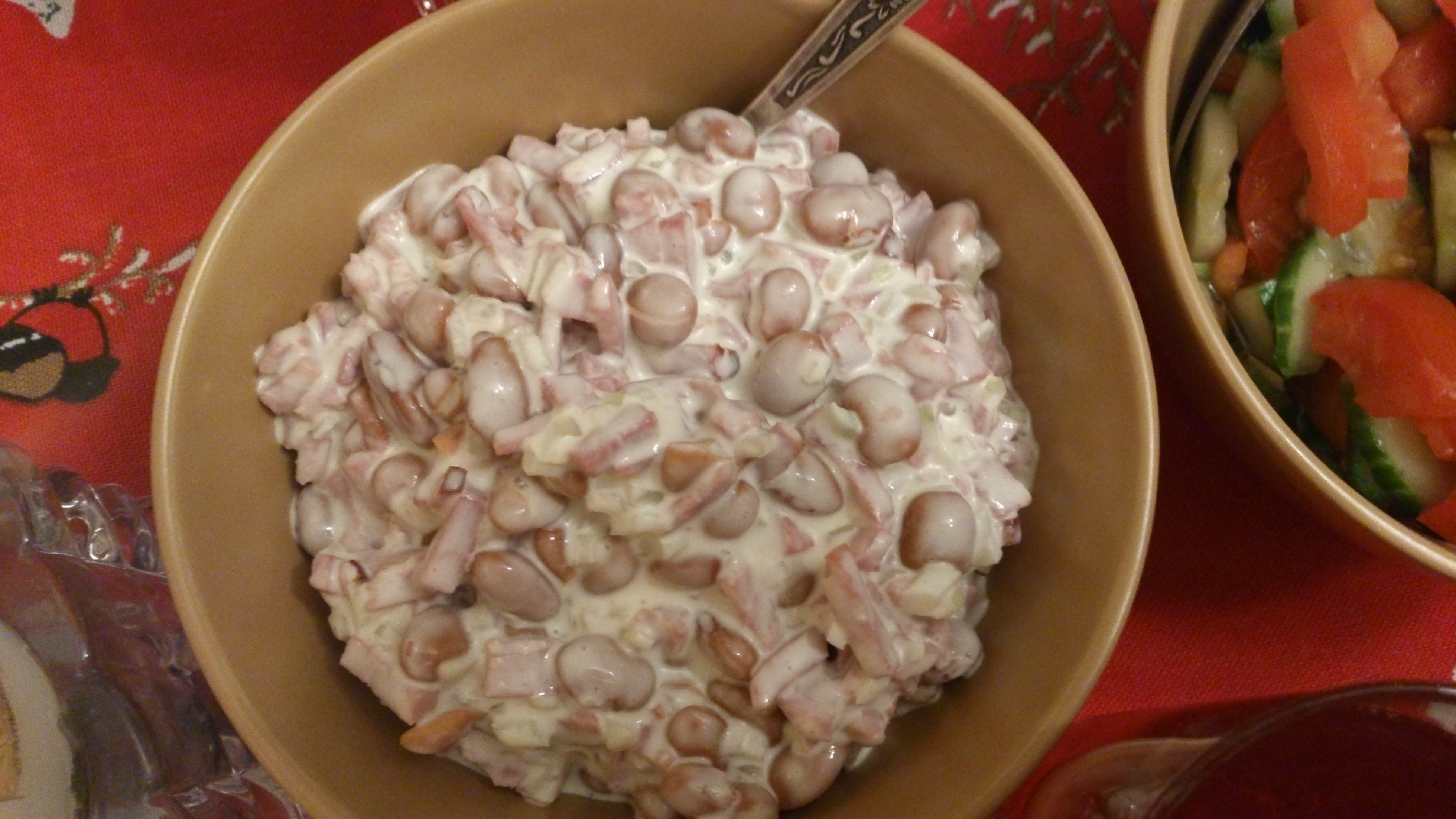
Babsaláta
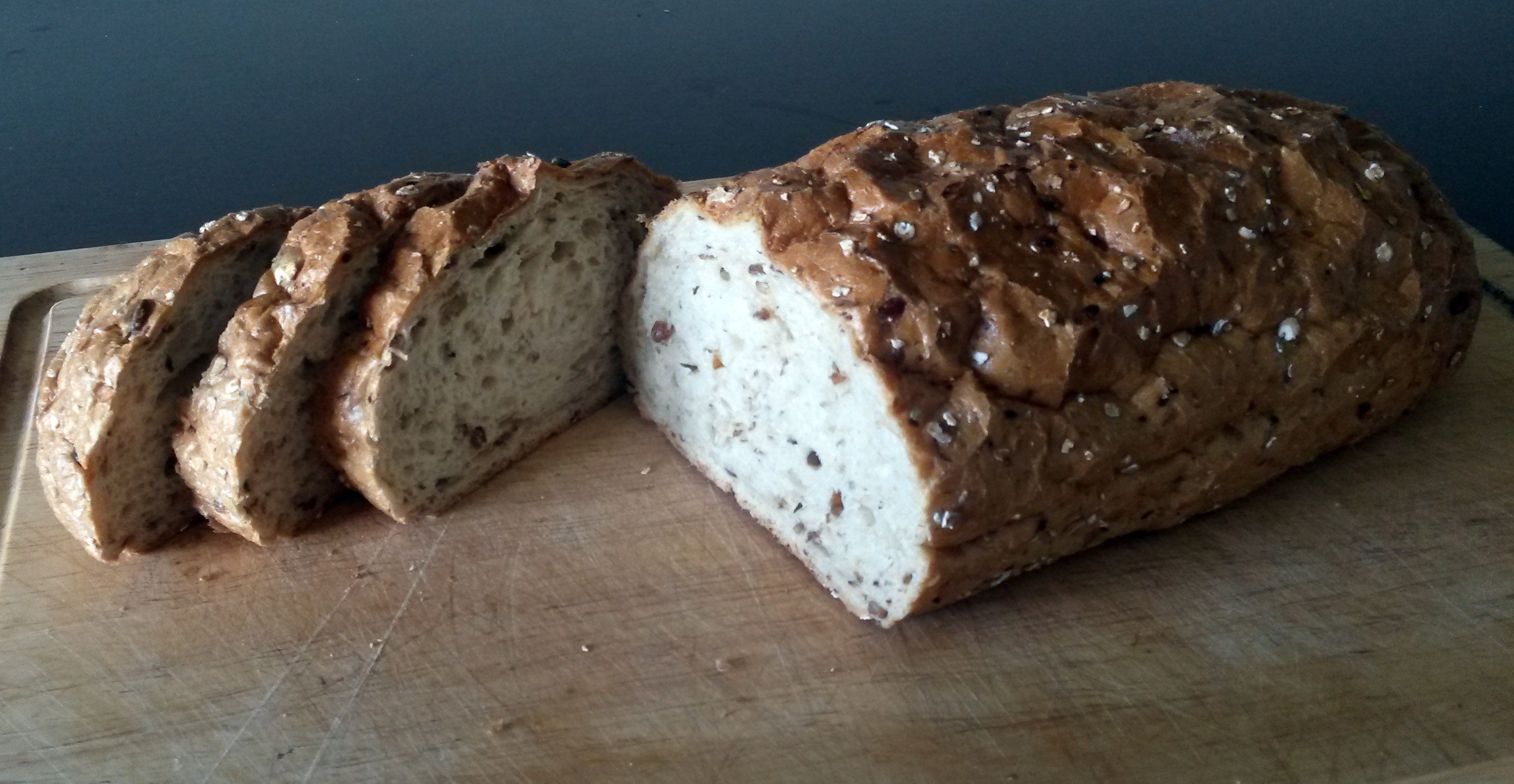
Észt magvas kenyér
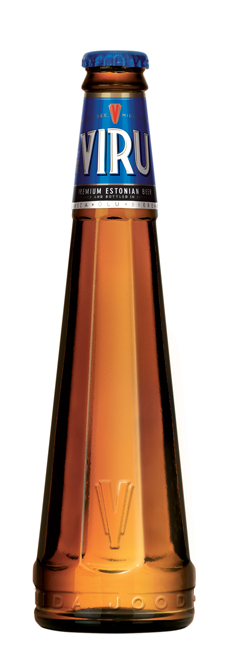
Viru sör

## Fordítás
- Ez a szócikk részben vagy egészben  az   Estonian cuisine című angol Wikipédia-szócikk ezen változatának fordításán alapul.  Az eredeti cikk szerkesztőit annak laptörténete sorolja fel. Ez a jelzés csupán a megfogalmazás eredetét és a szerzői jogokat jelzi, nem szolgál a cikkben szereplő információk forrásmegjelöléseként.